# Puch Zip

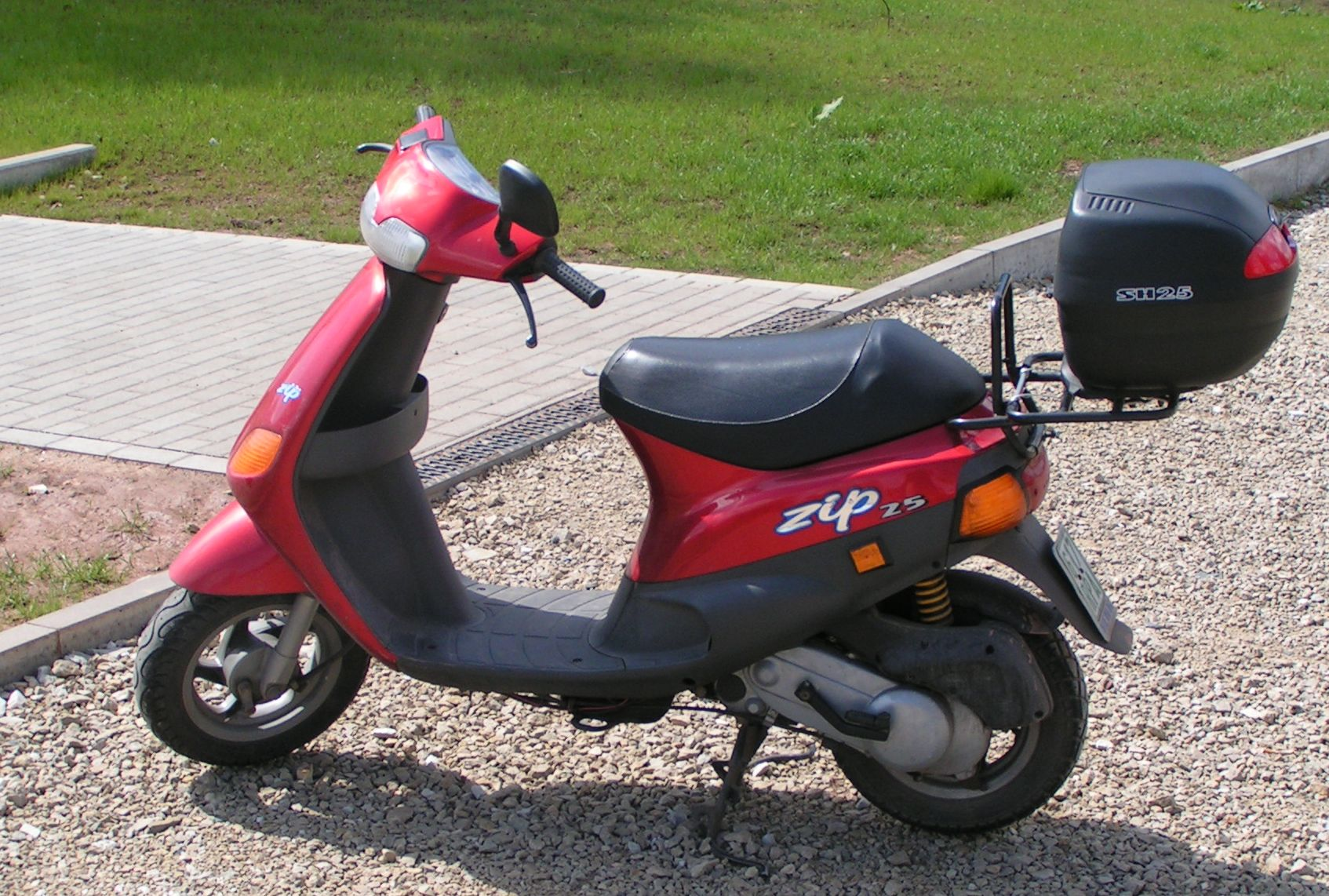
Zip scooter 2e generatie

De Puch Zip, later bekend onder de naam Piaggio Zip, is een scooter van het Oostenrijkse bromfietsenmerk Puch (vanaf 1989 eigendom van Piaggio). Het model Zip is er in verschillende varianten geweest.
De Zip is een productlijn van Piaggio, maar alleen voor de Nederlandse markt is ervoor gekozen om de merknaam Puch te gebruiken vanwege de goede naamsbekendheid van Puch in Nederland.
De eerste generatie van de Puch Zip dateert van 1993 en laat duidelijk de lijnen terugkomen van het scootermodel dat twee jaar eerder op de markt werd gebracht, de Piaggio Sfera. De Zip is al sinds dat het model ingevoerd werd Piaggio's meest verkochte scooter, tegenwoordig op de voet gevolgd door de Vespa-serie.
Het model kent een modern design. De motor was zeer zuinig, en de aantrekkelijke prijs lokte veel klanten. Dit is ook een van de redenen waarom er van de Zip nog steeds veel rondrijden.
De Zip wordt ook veelvoudig gebruikt in de racerij. Dit komt doordat de Zip een makkelijk te bewerken en op te voeren scooter blijkt, onder andere door het lichte en sterke frame en het motorblok waar veel modificaties voor te verkrijgen zijn.
De Zip is geleverd met drie motoren: Een 50CC AC (Air Cooled) met een laag getimede 25 km/h cilinder, een 50CC AC (Air Cooled)bromcilinder en een 50CC LC (Liquid Cooled). De Zip was leverbaar met een een- en tweepersoons variant en als sportieve SP.
De Zip type 1 en 2 kenmerkten zich door hun trommelrem en hoekige lampen. De Zip type 3 werd iets ronder, kreeg vijfspaaks velgen in plaats van de voorheen gebruikte driespaaks velgen, en een gelagerd kickstartdeksel, wat de levensduur van de vertanding ten goede kwam. Rond het jaar 1996 werd de merknaam Puch vervangen door Piaggio, en men bracht zowel de Zip SP (watergekoeld, monovoorvork en oversize schijfrem voor betere wegligging, sportieve kappenset) als de Zip RST uit. Dit was een normale Zip met schijfrem, bij de types hiervoor was dit alleen mogelijk in de Fast Rider uitvoering. Zowel de RST als de SP zijn nog steeds de meest geliefde oud type Zip's.

## Zip 2000
In het jaar 2000 werd een geheel vernieuwd model ingevoerd. Dit model is tot op heden verkrijgbaar, met slechts lichte wijzigingen in het blok en het kleurenschema als belangrijkste veranderingen. Tevens zijn er zowel 2- als 4-takt modellen uitgebracht. De snorfietsen waren heel kort leverbaar met een tweetakt blok, maar zijn nu enkel nog verkrijgbaar met het Piaggio viertakt tweekleps blok. De bromuitvoering is leverbaar met een tweetakt blok en zwarte velgen, of een viertakt tweekleps blok met zilveren velgen Sinds 2013 is de zip viertakt met zwarte velgen te koop.Ook is er nog steeds een SP-model, met licht gewijzigde voorkap met een V-vormig rooster en weer een monovoorvork.
Ape · Si · Ciao · Sfera (1991-1998) · Skipper/SKR/Quartz (1993-2004) · Zip (1993-) · Fly (2005-) · Typhoon/TPH (1993-2005) · Liberty (1997-) · (Super) Hexagon (1994-2003) · NRG (1997-) · B125/Beverly · X8 · X9 · MP3

Zie ook: Aprilia · Vespa · Gilera